# Castello Caetani

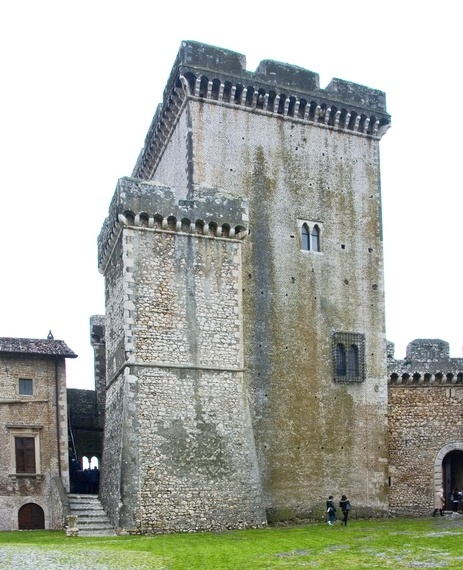
Torre del castello

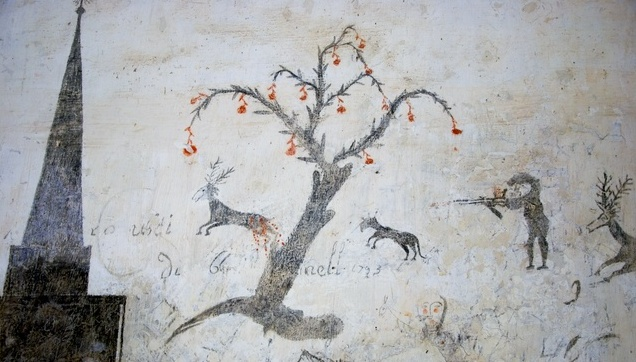
Graffiti nelle celle dei detenuti

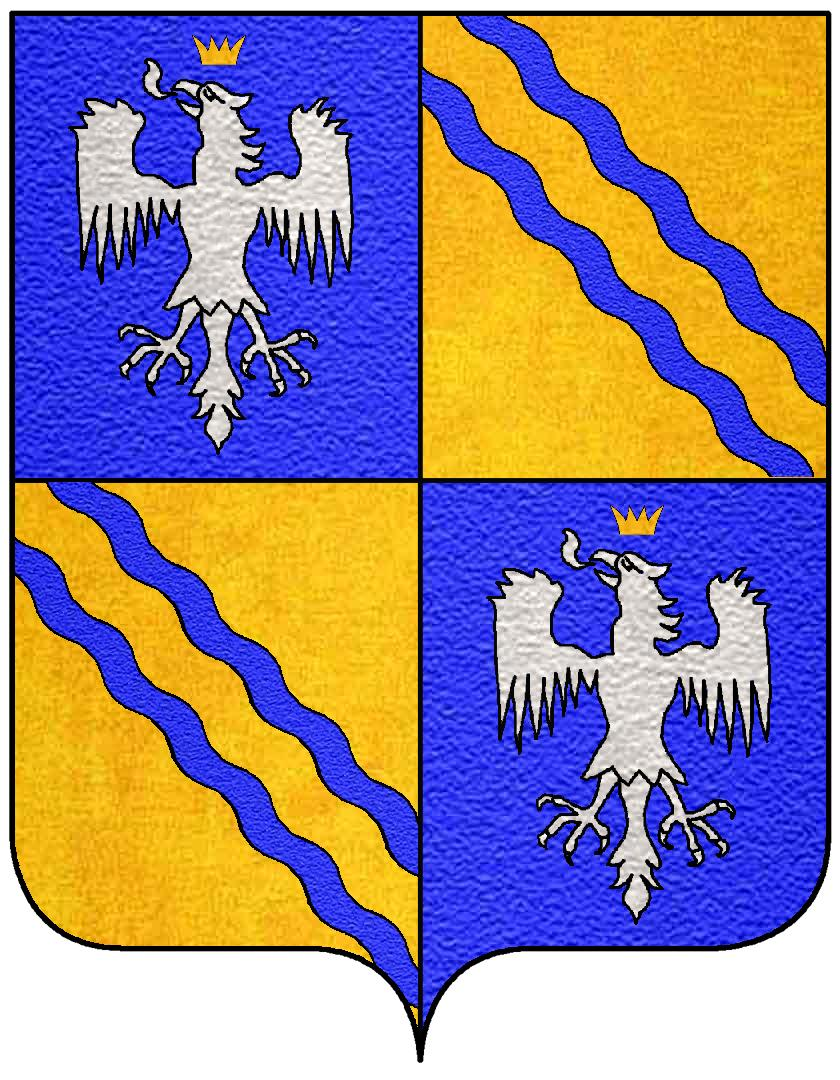
Stemma della famiglia Caetani, ramo di Sermoneta

Il castello Caetani è un castello del XIII secolo, fornito di maschio e baluardi, situato a Sermoneta. La struttura, appartenente alla Fondazione Roffredo Caetani (onlus), è aperta al pubblico.

## Storia
Il castello venne costruito per volere della famiglia degli Annibaldi, agli inizi del Duecento, il maniero nacque più come fortezza militare, in un punto strategico del territorio tra Roma e Napoli, che come residenza nobiliare: le pareti esterne sono spesse oltre tre metri e tutta la struttura è protetta da una cinta muraria che poggia sulla roccia viva. Di questa prima costruzione restano solo il maschio e una controtorre detta "maschietto".
La famiglia Annibaldi cedette nel 1297 i territori di Sermoneta, Bassiano e San Donato al nipote di Papa Bonifacio VIII, Pietro Caetani, per la somma di 140.000 fiorini d'oro. I Caetani non risparmiarono nulla per rendere la Rocca degli Annibaldi una vera e propria fortezza militare, con nuovi edifici e ben cinque cerchie di mura, che, grazie a un sistema di ponti levatoi, garantivano la possibilità di isolare la torre in caso di attacco. Sotto Onorato III Caetani, alla metà del XVI secolo, Sermoneta conobbe il momento di maggior splendore: Onorato era un uomo attivo, energico, un vero e proprio comandante nato, come dimostrò partecipando alla battaglia di Lepanto.
Segnale importante del pericolo per la famiglia Caetani fu l'agguato di cui si ritrovò vittima lo stesso Onorato, ordito forse dai Borgia. Non appena Papa Alessandro VI (Borgia) fu eletto Papa (1492), scomunicò immediatamente i Caetani e nel 1500 confiscò tutti i loro feudi, affidandoli ai figli Cesare e Lucrezia Borgia. Alessandro VI completò il maniero con altre opere di fortificazione, ad opera di Antonio da Sangallo, che comprendevano anche la realizzazione della Cittadella e la cosiddetta "Casa del Cardinale".
Il castello, che ospitò fra gli altri Federico II e nel 1536 Carlo V, ospitò a lungo Lucrezia Borgia che dimorò a Sermoneta per alcuni periodi sotto il pontificato di Papa Alessandro VI Borgia. Altri ospiti dimorarono nel castello Caetani, come i papi Gregorio XIII (1576) e Sisto V, e di altre illustri personalità: di loro ci sono tracce in una stanza del complesso che ospitava le iscrizioni (ancora oggi conservate su un muro) di tutti i visitatori di un certo livello.
La fortezza venne attaccata molte volte nel corso dei secoli. Nel 1798 il castello fu saccheggiato dai soldati di Napoleone che lo trasformarono in carcere e ne asportarono 36 cannoni. Il castello tornò di nuovo ai Caetani verso la fine del XIX secolo, con Gelasio Caetani, a cui sono dovuti gli imponenti lavori di restauro dell'antica dimora di famiglia. Nella seconda guerra mondiale, durante lo sbarco di Anzio del 1944, il castello è stato abitato ancora dai Caetani (Roffredo e Marguerite Caetani) e dai loro coloni fuggiti dalla pianura pontina. Dal 1977 il castello appartiene alla Fondazione Roffredo Caetani, creata dall'ultima discendente dei Caetani di Sermoneta Lelia Caetani, scomparsa l'11 gennaio 1977.

## Architettura
Il nucleo principale del castello è composto dal maschio (o mastio) che ospitava le stanze da letto del signore e che fungeva da ultimo rifugio di sicurezza in caso d'invasione nemica. La struttura del maschio era completamente indipendente dal resto del castello ed era collegata alle strutture adiacenti solo da due ponti levatoi in legno che potevano essere sollevati all'occorrenza. Il personale e la servitù si sarebbero rifugiati al suo interno qualora tutto il complesso fosse caduto in mani nemiche.
Nei pressi del maschio sorge la seconda torre, molto più piccola, detta maschietto. All'esterno delle due torri c'è la grande piazza d'armi. Alcuni edifici del castello vennero in parte demoliti dai Caetani, che realizzarono la sala dei Baroni (modificata dai Borgia nel XV secolo) e le sale dette Camere pinte (ristrutturate alla fine degli anni novanta). Quest'ultimo complesso è composto da tre stanze per gli ospiti, di cui due sono affrescate da un autore sconosciuto che viene fatto risalire alla scuola del Pinturicchio con immagini che rappresentano figure mitologiche e le virtù teologali. 
Nel 1400 venne realizzata la Casa del Cardinale Valentino Borgia: questo edificio ospita la Madonna con il Bambino e i santi Pietro, Stefano e Giovannino dipinto nel 1541 da Girolamo Siciolante e che originariamente si trovava esposto nell'abbazia di Valvisciolo.

## Leggende
All'interno del Maschio, la torre principale del castello, è ancora perfettamente conservato il letto a baldacchino originale del signore.
Sui muri di una delle sale del castello venivano ospitate le firme dei cittadini illustri in visita e su una di queste pareti è ancora perfettamente conservato un pentagramma, inciso, del musicista compositore Roffredo Caetani. La sala del Cardinale ospita la Madonna con il Bambino e i santi Pietro, Stefano e Giovannino dipinto nel 1541 da Girolamo Siciolante, detto Il Sermoneta.
Nelle stalle del castello sono state girate alcune scene del film Non ci resta che piangere.
Si narra che nella fortezza aleggi ancora oggi lo spirito di un giovane giullare, parente di Bonifacio VIII dal quale venne fatto giustiziare. Tuttora molti degli abitanti di Sermoneta raccontano di scherzi effettuati da questo giullare che vaga per il paese.

## Visite
Il castello si può visitare tutto l'anno ed è aperto tutti i sabati e le domeniche. Da ottobre a marzo le visite sono dalle 10 alle 16 mentre da aprile a settembre la prima visita è alle 10 e l'ultima alle 17:30. Sul loro sito è possibile consultare le date di apertura.
Oltre alle visite guidate, gestite dalla "Fondazione Roffredo Caetani" fondata da Lelia Caetani, il castello è sede di prestigiosi incontri culturali e viene abitato per lunghi periodi dell'anno da artisti e studiosi. In primavera la struttura è abitata dai restauratori del Centro Internazionale di Studi per la conservazione e il restauro dei Beni Culturali che tutelano in prevalenza le sale dette "Camere pinte", la facciata dell'edificio della Vecchia cucina. In estate è il momento del "Festival pontino di musica" (appuntamento fortemente voluto da Lelia Caetani (1913-1977), ultima erede della dinastia, e da suo marito Hubert Howard che lo istituirono nel 1963 in memoria del compositore Roffredo Caetani, padre di Lelia e marito di Marguerite Caetani, e degli appuntamenti organizzati dal "Campus internazionale di Musica". Vengono anche organizzati incontri e convegni dedicati all'architettura, alla sociologia e all'urbanistica.